# Michotamia coarctata
Michotamia coarctata är en tvåvingeart som först beskrevs av Macquart 1855.  Michotamia coarctata ingår i släktet Michotamia och familjen rovflugor.
Artens utbredningsområde är Madagaskar. Inga underarter finns listade i Catalogue of Life.